# Gastrolobium punctatum
Gastrolobium punctatum là một loài thực vật có hoa trong họ Đậu. Loài này được (Turcz.) G. Chandler & Crisp mô tả khoa học đầu tiên năm 2002.